# Мюнстерский мост
Мюнстерский мост или Мюнстербрюкке (нем. Münsterbrücke) — мост в Цюрихе.
Современный мост был сооружён в 1836—1838 годах через реку Лиммат, заменив деревянный пешеходный Верхний мост, известный по крайней мере с XIV века. Мост соединяет Гросмюнстер и Фраумюнстер, два собора-мюнстера, расположенных на противоположных берегах реки, от которых и получил своё наименование. Строительство выполнялось цюрихскими мастерами Конрадом Штадлером и Иоганном Якобом Лохером-Оэри, а также мастером-каменщиком Генрихом Штаубом по проекту Алоиса Негрелли.
Конструкция каменного моста состоит из четырёх плоских арок шириной 14,7 м и высотой 2,1 м. Для сводов и облицовки был использован чёрный мрамор из карьеров на озере Валензе, в то время как карнизы и колонны выполнены из гранита из Меллингена. Чугунные перила были привезены из Великого герцогства Баден.
Мюнстерский мост имеет две полосы движения и тротуары по обеим сторонам. По мосту проходила трамвайная линия, первоначально действовавшая до мая 1901 года, а затем снова в 1910—1924 годах. 6 апреля 1937 года у моста была поставлена конная статуя Ханса Вальдмана работы скульптора Германа Галлера. В конце 1990-х годов были проведены масштабные реставрационные работы, стоимость которых составила около шести миллионов франков.
Мюнстербрюкке — старейший сохранившийся мост через Лиммат в Цюрихе. Он включён в список культурного наследия Швейцарии Schweizerisches Inventar der Kulturgüter von nationaler und regionaler Bedeutung.
Также Мюнстерский мост часто называется Верхним, чтобы отличить его от Ратушного (Нижнего) моста, расположенного вниз по течению реки.

## Галерея
- Вид с моста на Фраумюнстер
- Мост
- Вид с моста на Гросмюнстер
- Вид на мост с башни Гросмюнстера